# 澳大利亚高校入学排名
澳大利亚高校入学排名（英語：Australian Tertiary Admission Rank，縮寫為“ATAR”）是澳大利亚大多数大專院校招录本科生的首要参考标准，學生也可以ATAR報讀世界各地的大學。它于2009-2010年起开始使用，用来統一各州的分數指標，例如新南威尔士州和首都领地的指標大学录取指数（Universities Admission Index），以及維多利亞州的高等教育統一入學等級（Equivalent National Tertiary Entrance Rank）等等。昆士兰州曾保留自己的“总体排名”（Overall Position）系统，但已從2020年开始使用ATAR排名。

## 計算方法
澳大利亚高校入学排名是一个根据考生中学成绩的排名给出的一个百分比分数（以0.05递进）。例如99.0意味着该考生有着比99%的同龄人好但比0.95%的同龄人差（因为最高分是99.95％）的中学成绩。“同龄人”指的并不是那一年收到入学排名的所有人，而指的是所有有资格收到入学排名的人。由於有些學生並沒有完成中六課程，或不符合資格獲取ATAR，因此ATAR的中位数通常远超过50.00。根据新南威尔士州和首都领地的大学招生中心的资料，2014年的入学排名中位数为68.95。考試成績在全州後百分之30的學生，成績不會被顯示，而只會顯示成績低於30分。每個洲都有自己的一套計算標準。各洲的考評局會比較這一屆所有學生的成績，並聯同最後各洲公開考試成績，經過複雜計算後排出ATAR成績。